# Arengosse
Arengosse település Franciaországban, Landes megyében. Lakosainak száma 713 fő (2022. január 1.). Arengosse Luglon, Morcenx-la-Nouvelle, Sabres, Villenave, Ygos-Saint-Saturnin, Arjuzanx és Morcenx községekkel határos.

## Népesség
A település népességének változása:
| Lakosok száma | 778  | 711  | 709  | 703  | 701  | 696  | 683  | 698  | 706  | 713  |
|               | 1968 | 1982 | 1990 | 2006 | 2013 | 2015 | 2017 | 2019 | 2020 | 2022 |